# Herleshof
Herleshof ist ein Gemeindeteil der Gemeinde Kolitzheim im unterfränkischen Landkreis Schweinfurt in Bayern. Die Einöde liegt in der Gemarkung Zeilitzheim.

## Geografische Lage
Der Hof liegt relativ zentral im Gemeindegebiet von Kolitzheim. Nordwestlich verläuft die Staatsstraße 2271 in Richtung Unter- und Oberspiesheim. Im Osten befindet sich Herlheim, im Südosten Zeilitzheim. Südwestlich liegt der Hof Wadenbrunn. Südlich fließt der Brunnbach am Herleshof vorbei. Im Westen liegt der Hauptort Kolitzheim.

## Geschichte
Wahrscheinlich geht der Name Herleshof auf die fränkische Adelige Herilind' zurück, die um das Jahr 700 auch das nahegelegene Dorf Herlheim gründete. Zunächst war der Hof Vorwerk für Herlheim, eventuell lag dort sogar die Muttersiedlung des Ortes. Erstmals erwähnt wurde der Hof im Jahr 1225 als „Herrozen“. Damals übergab die Würzburger Abtei St. Stephan an den Vogt Engelhard und seinen Sohn, 1231 kam die Vogtei an das Kloster Heidenfeld bei Schweinfurt.
Zwischen 1303 und 1313 erwarb Otto von Heidingsfeld den Herleshof, 1312 wurde der „hove zu Harrazze“ in einer Urkunde des Würzburger Bischofs Andreas von Gundelfingen genannt. Im Volkacher Salbuch taucht der Hof als „Herreshove“ auf, der damalige Besitzer Hans Zinck errichtete dort eine neue Scheune. 1501 erhielten die Truchsessen von Henneberg von Bischof Lorenz von Bibra den Hof, mit dem Aussterben des Geschlechts im Jahr 1643 wechselte der Hof wiederum den Besitzer.
Anschließend erwarben die Herren von Buttlar den Herleshof. Mit dem Jahr 1694 tauschte das Hochstift Würzburg den Hof mit dem Bamberger Dompropst von Guttenberg. 1717 kauften die Grafen von Schönborn den Hof. Sie sind bis heute in seinem Besitz, zeitweise wurde er vom Gutshof Gaibach aus verwaltet. Seit 1972 ist der Hof nicht mehr bewohnt, er ist aber als Kolitzheimer Ortsteil eingeordnet.

## Baudenkmäler
Das ehemalige Hofgut weist eine im 18. Jahrhundert errichtete Hofummauerung mit Toreinfahrt auf. Das Tor ist einsturzgefährdet und muss abgestützt werden.

## Flugplatz Kolitzheim-Herleshof
Unmittelbar südöstlich vom ehemaligen Hofgut befindet sich der Sonderlandeplatz Kolitzheim-Herleshof. Er verfügt über eine 870 m lange Start- und Landebahn aus Gras mit einem Mittelstreifen von 6,5 m Breite aus Bitumen, die an einen Feldweg erinnert. Der Flugplatz wurde im Jahr 2015 eingerichtet und wird durch die Familie Schönborn betrieben, die auch die einzigen Landungen auf dem Platz vornehmen darf.